# Faizás
A faizás (lat. lignatio) azt a jobbágyoknak tett engedményt jelenti, hogy a földesúr erdejéből fát hozhatnak, leginkább, hogy legyen mivel tüzelniük, de szerszám és épületjavításra is használhatják. Szintén faizás (lignatio) a neve az uradalmak tisztségviselőinek javadalmazásában általában szereplő természetbeni faellátmánynak vagy fakivágási jognak, illetve a birtokos mint kegyúr által a hozzá tartozó plébániáknak juttatott faellátmánynak.
Leginkább a lehullott, száraz fát hasznosították, de esetenként kivághatták az élőfát is. A földesúr döntötte el, hogy mikor és mennyi fát szabad elhoznia. Figyelembe vette a jobbágyok igényeit, de nem feledkezett el az erdészeti szempontokról sem. Ha valaki nem megfelelő időben, illetve a megengedett mennyiségen túl vágott, azt súlyosan megbüntették. A faizásért cserébe a jobbágyok vágták és szállították a fát a földesúr számára. A szállítás a jobbágyok, a vágás zsellérek feladata volt.